# Черкасовка (Полтавская область)
Черкасовка (укр. Черкасівка) — село,
Черкасовский сельский совет,
Полтавский район (Полтавская область),
Полтавская область,
Украина.
Код КОАТУУ — 5324086501. Население по переписи 2001 года составляло 323 человека.
Является административным центром Черкасовского сельского совета, в который, кроме того, входят сёла
Божки,
Божково,
Бурты,
Вербовое,
Ольховщина,
Коломак и
Опошняны.

## Географическое положение
Село Черкасовка находится на правом берегу реки Коломак,
выше по течению на расстоянии в 1 км расположено село Ольховщина,
ниже по течению на расстоянии в 1 км расположено село Божки,
на противоположном берегу — село Степановка.